# Југозападноафричка народна организација
Југозападноафричка народна организација (СВАПО; енгл. The South West African People's Organisation, SWAPO) је политичка странка у Намибији. На изборима иду под називом „СВАПО партија”.
На законодавним изборима, одржаним 28. новембра 2014, странка је освојила 86,73% или 77 од 96 места у парламенту.
На изборима 2020. године осваја 63 од 104 места у парламенту.

## Историјат
СВАПО је основан са неколико других група група као ослободилачка организација. После Првог светског рата, када је Југозападна Африка — бивша немачка колонија предата Јужноафричкој Републици под мандатом за Уједињено Краљевство. Јужноафричка Република је овај мандат претворила у војну окупацију, под апартхејдом.
СВАПО је имао седиште међу Овампо народом на северу Намибије. 1960-их, СВАПО се спојио са ослободилачком организацијом Намибијског народа, против организација из Јужне Африке. СВАПО је био војна организација са сопственим војним јединицама организованима у Народноослободилачку војску Намибије, користећи герилске борбе у борби против Јужноафричке војске. Организација је имала седиште у Замбији до 1975, после тога у Анголи, где се СВАПО ујединио са марксистичком МПЛА организацијом (енгл. Marxists in the Popular Movement for the Liberation of Angola, MPLA).
Када је Намибија добила независност 1990. године, СВАПО је постао доминантна политичка партија, са председником Семом Нујомом, који је изабран за првог председника Намибије. Нујома је променио устав да би се могао поново кандидовати 1999. на председничким изборима. 2004, за председника је изабран припадник СВАПО парије за новог председника републике, Нификепуње Похамба (енгл. Hifikepunye Pohamba). Садашњи председник Намибије и СВАПО партије је имао те функције до 2007. године.